# Алжир на летних Олимпийских играх 2024

## Квалификация
| № п/п | Вид спорта                  | Мужчины        | Мужчины                | Женщины        | Женщины                | Всего          | Всего                  |
| № п/п | Вид спорта                  | Завоевано квот | Количество спортсменов | Завоевано квот | Количество спортсменов | Завоевано квот | Количество спортсменов |
| ----- | --------------------------- | -------------- | ---------------------- | -------------- | ---------------------- | -------------- | ---------------------- |
| 1     | Академическая гребля        | 1              | 1                      | 1              | 1                      | 2              | 2                      |
| 2     | Бокс                        | 2              | 2                      | 3              | 3                      | 5              | 5                      |
| 3     | Борьба                      | 6              | 6                      | 2              | 2                      | 8              | 8                      |
| 4     | Велоспорт                   | 1              | 1                      | 1              | 1                      | 2              | 2                      |
| 5     | Спортивная гимнастика       |                |                        | 1              | 1                      | 1              | 1                      |
| 6     | Гребля на байдарках и каноэ |                |                        | 1              | 1                      | 1              | 1                      |
| 7     | Лёгкая атлетика             | 3              | 3                      |                |                        | 3              | 3                      |
| 8     | Парусный спорт              | 1              | 1                      |                |                        | 1              | 1                      |
| 9     | Стрельба                    | 2              | 2                      | 1              | 1                      | 3              | 3                      |
| 10    | Фехтование                  | 1              | 1                      | 4              | 3                      | 5              | 4                      |
|       | ИТОГО                       | 17             | 17                     | 14             | 13                     | 31             | 30                     |

## Медали
| Медаль | Спортсмен(ы) | Вид спорта | Дисциплина | Дата |
| ------ | ------------ | ---------- | ---------- | ---- |

| Вид спорта | 1 | 2 | 3 | Всего |

| Медали по датам | Медали по датам | Медали по датам | Медали по датам | Медали по датам | Медали по датам |
| --------------- | --------------- | --------------- | --------------- | --------------- | --------------- |
| Дата            | 1               | 2               | 3               | Всего           |                 |

## Состав команды
Академическая гребля
1. Квота1
2. Квота2

 Бокс
1. Югурта Аит Бекка[англ.]
2. Мурад Кади
3. Румеза Буалам[англ.]
4. Хаджила Хелиф[фр.]
5. Иман Хелиф

 Борьба
1. Фатех Бенферджалла
2. Абделькарим Фергат
3. Исхак Гайу
4. Абделькрим Уакали
5. Башир Сид Азара
6. Фади Руаба
7. Ибтиссем Дуду
8. Чайма Ауисси

Велоспорт
 Шоссейный велоспорт
1. Квота1
2. Квота2

Гимнастика
 Спортивная гимнастика
1. Квота1

Гребля на байдарках и каноэ
 Гребной слалом
1. Кароль Бузиди[англ.]

 Лёгкая атлетика
1. Джамель Седжати[англ.]
2. Слиман Мула[англ.]
3. Яссер Трики

 Парусный спорт
1. Квота1

 Стрельба
1. Квота1
2. Квота2
3. Квота3

 Фехтование
1. Салим Эруи[англ.]
2. Квота1 (сабля)
3. Квота2 (сабля)
4. Квота3 (сабля)

## Академическая гребля
| Спортсмен | Дисциплина       | Заезд | Заезд | Утеш. заезд | Утеш. заезд | Полуфиналы | Полуфиналы | Финалы | Финалы |
| Спортсмен | Дисциплина       | Время | Место | Время       | Место       | Время      | Место      | Время  | Место  |
| --------- | ---------------- | ----- | ----- | ----------- | ----------- | ---------- | ---------- | ------ | ------ |
|           | Мужчины одиночки |       |       |             |             |            |            |        |        |
|           | Женщины одиночки |       |       |             |             |            |            |        |        |

Легенда: FA=Финал А (медали); FB=Финал В; FC=Финал С; FD=Финал D; FE=Финал E; FF=Финал F; SA/B=Полуфиналы A/B; SC/D=Полуфиналы C/D; SE/F=Полуфиналы E/F; QF=Четвертьфиналы; R=Утешительные заезды

## Бокс
| Спортсмен        | Категория           | 1 раунд            | 1/8 финала         | Четвертьфиналы     | Полуфиналы         | Финал              | Финал |
| Спортсмен        | Категория           | Соперник Результат | Соперник Результат | Соперник Результат | Соперник Результат | Соперник Результат | Место |
| ---------------- | ------------------- | ------------------ | ------------------ | ------------------ | ------------------ | ------------------ | ----- |
| Югурта Аит Бекка | Мужчины 63,5 кг     | 0                  |                    |                    |                    |                    |       |
| Мурад Кади       | Мужчины свыше 92 кг |                    | 0                  |                    |                    |                    |       |
| Румеза Буалам    | Женщины до 50 кг    | 0                  |                    |                    |                    |                    |       |
| Хаджила Хелиф    | Женщины до 60 кг    | 0                  |                    |                    |                    |                    |       |
| Иман Хелиф       | Женщины до 66 кг    | 0                  |                    |                    |                    |                    |       |

## Борьба
Алжир завоевал на Африкано-Океанском квалификационном турнире в Каире, Египет одно место в мужские и два в женские соревнования по вольной больше, а также пять мест в турнир по греко-римской борьбе.
Вольная борьба
| Спортсмен          | Категория        | 1/8 финала         | Четвертьфиналы     | Полуфиналы         | Утеш.поединки      | Финал / За 3 место | Финал / За 3 место |
| Спортсмен          | Категория        | Соперник Результат | Соперник Результат | Соперник Результат | Соперник Результат | Соперник Результат | Место              |
| ------------------ | ---------------- | ------------------ | ------------------ | ------------------ | ------------------ | ------------------ | ------------------ |
| Фатех Бенферджалла | Мужчины до 86 кг |                    |                    |                    |                    |                    |                    |
| Ибтиссем Дуду      | Женщины до 50 кг |                    |                    |                    |                    |                    |                    |
| Чайма Ауисси       | Женщины до 57 кг |                    |                    |                    |                    |                    |                    |

Греко-римская борьба
| Спортсмен          | Категория        | 1/8 финала         | Четвертьфиналы     | Полуфиналы         | Утеш.поединки      | Финал / За 3 место | Финал / За 3 место |
| Спортсмен          | Категория        | Соперник Результат | Соперник Результат | Соперник Результат | Соперник Результат | Соперник Результат | Место              |
| ------------------ | ---------------- | ------------------ | ------------------ | ------------------ | ------------------ | ------------------ | ------------------ |
| Абделькарим Фергат | Мужчины до 60 кг |                    |                    |                    |                    |                    |                    |
| Исхак Гайу         | Мужчины до 67 кг |                    |                    |                    |                    |                    |                    |
| Абделькрим Уакали  | Мужчины до 77 кг |                    |                    |                    |                    |                    |                    |
| Башир Сид Азара    | Мужчины до 87 кг |                    |                    |                    |                    |                    |                    |
| Фади Руаба         | Мужчины до 97 кг |                    |                    |                    |                    |                    |                    |

## Велоспорт

### Шоссейные велогонки
| Спортсмен | Дисциплина                         | Время | Место |
| --------- | ---------------------------------- | ----- | ----- |
|           | Мужчины гонка с раздельным стартом |       |       |
|           | Женщины гонка с раздельным стартом |       |       |

## Гимнастика спортивная
| Спортсмен | Дисциплина         | Квалификация | Квалификация | Квалификация | Квалификация | Квалификация | Квалификация | Финал   | Финал   | Финал   | Финал   | Финал | Финал |
| Спортсмен | Дисциплина         | Снаряды      | Снаряды      | Снаряды      | Снаряды      | Всего        | Место        | Снаряды | Снаряды | Снаряды | Снаряды | Всего | Место |
| Спортсмен | Дисциплина         | ОП           | РБ           | Б            | В            | Всего        | Место        | ОП      | РБ      | Б       | В       | Всего | Место |
| --------- | ------------------ | ------------ | ------------ | ------------ | ------------ | ------------ | ------------ | ------- | ------- | ------- | ------- | ----- | ----- |
|           | Женщины многоборье |              |              |              |              |              |              |         |         |         |         |       |       |

## Гребля на байдарках и каноэ

### Гребной слалом
Алжир завоевал одно место в женские соревнования на каноэ в результате перераспределения квот с учетом занятых мест на Чемпионате мира по гребному слалому в Лондоне, Великобритания 
Женщины
| Спортсмен | Дисциплина     | Заезды    | Заезды | Заезды    | Заезды | Заезды       | Заезды | Полуфинал | Полуфинал | Финал | Финал |
| Спортсмен | Дисциплина     | 1 попытка | Место  | 2 попытка | Место  | Лучшее время | Место  | Время     | Место     | Время | Место |
| --------- | -------------- | --------- | ------ | --------- | ------ | ------------ | ------ | --------- | --------- | ----- | ----- |
|           | Каноэ-1        |           |        |           |        |              |        |           |           |       |       |
|           | Байдарки-кросс |           |        |           |        |              |        |           |           |       |       |

## Легкая атлетика
Беговые дисциплины
| Спортсмен       | Дисциплина    | Забеги    | Забеги | Утеш. забеги | Утеш. забеги | Полуфиналы | Полуфиналы | Финал     | Финал |
| Спортсмен       | Дисциплина    | Результат | Место  | Результат    | Место        | Результат  | Место      | Результат | Место |
| --------------- | ------------- | --------- | ------ | ------------ | ------------ | ---------- | ---------- | --------- | ----- |
| Джамель Седжати | Мужчины 800 м |           |        |              |              |            |            |           |       |
| Слиман Мула     | Мужчины 800 м |           |        |              |              |            |            |           |       |

Технические дисциплины
| Спортсмен   | Дисциплина             | Полуфиналы | Полуфиналы | Финал     | Финал |
| Спортсмен   | Дисциплина             | Результат  | Место      | Результат | Место |
| ----------- | ---------------------- | ---------- | ---------- | --------- | ----- |
| Яссер Трики | Мужчины тройной прыжок |            |            |           |       |

## Парусный спорт
Гонки с выбыванием
| Спортсмен | Дисциплина     | Гонка | Гонка | Гонка | Гонка | Гонка | Гонка | Гонка | Гонка | Гонка | Гонка | Гонка | Гонка | Гонка | Гонка | Гонка | Гонка | Гонка | Гонка | Гонка | Гонка | Гонка | Гонка | Гонка | Гонка | Гонка | Место |
| Спортсмен | Дисциплина     | 1     | 2     | 3     | 4     | 5     | 6     | 7     | 8     | 9     | 10    | 11    | 12    | 1/4   | ПФ1   | ПФ2   | ПФ3   | ПФ4   | ПФ5   | ПФ6   | Ф1    | Ф2    | Ф3    | Ф4    | Ф5    | Ф6    | Место |
| --------- | -------------- | ----- | ----- | ----- | ----- | ----- | ----- | ----- | ----- | ----- | ----- | ----- | ----- | ----- | ----- | ----- | ----- | ----- | ----- | ----- | ----- | ----- | ----- | ----- | ----- | ----- | ----- |
|           | Мужчины IQFoil |       |       |       |       |       |       |       |       |       | —     | —     | —     |       |       |       |       |       |       |       |       |       |       |       |       |       |       |

## Стрельба
| Спортсмен | Дисциплина                                | Квалификация | Квалификация | Полуфинал | Полуфинал | Финал | Финал |
| Спортсмен | Дисциплина                                | Баллы        | Место        | Баллы     | Место     | Баллы | Место |
| --------- | ----------------------------------------- | ------------ | ------------ | --------- | --------- | ----- | ----- |
|           | Мужчины пневматическая винтовка 10 метров |              |              |           |           |       |       |
|           | Мужчины пневматический пистолет 10 м      |              |              |           |           |       |       |
|           | Женщины пневматическая винтовка 10 метров |              |              |           |           |       |       |
|           | Микст пневматическая винтовка 10 метров   |              |              |           |           |       |       |

## Фехтование
Алжир получил по рейтингу FEI право выставить команду и трех участников в женской сабле, а также одно индивидуальное место в мужской рапире.
| Спортсмен  | Дисциплина            | Раунд 64      | Раунд 32      | Раунд 16      | Четвертьфинал | Полуфинал     | Финал / За 3 место | Финал / За 3 место |
| Спортсмен  | Дисциплина            | Соперник Счет | Соперник Счет | Соперник Счет | Соперник Счет | Соперник Счет | Соперник Счет      | Место              |
| ---------- | --------------------- | ------------- | ------------- | ------------- | ------------- | ------------- | ------------------ | ------------------ |
| Салим Эруи | Мужчины рапира        |               |               |               |               |               |                    |                    |
|            | Женщины сабля         |               |               |               |               |               |                    |                    |
|            |                       |               |               |               |               |               |                    |                    |
|            |                       |               |               |               |               |               |                    |                    |
|            | Женщины сабля команды | —             | —             |               |               |               |                    |                    |